# Front Regionalista Cors
Front Regionalista Cors (FRC) fou un grup nacionalista cors creat el 1966 de la unió de la Unió Corsa de Charles Santoni, CEDIC i Jeune Corse, de Paul-Marc Seta. El cap fou l'independentista Sanguinetti, però els dirigents més visibles foren els germans Max Simeoni i Edmond Simeoni, que el 1967 abandonaren el grup per crear l'Acció Regionalista Corsa. Fou el primer grup d'esquerres d'ideologia regionalista des del Partit Cors d'Acció. El 1970 van convocar les jornades isola morta, influïts per l'occità Robert Lafont, i el 1972 participaren en les manifestacions contra els vessaments de mercuri de Montedison. Cap al 1973 s'inclinà per l'autonomisme, transformant-se en Partit del Poble Cors. Aleshores tenia uns 200 militants.